# Aliatypus californicus
Aliatypus californicus is een spinnensoort uit de familie Antrodiaetidae. De soort komt voor in de Verenigde Staten en is de typesoort van het geslacht Aliatypus.